# Missione dell'Unione africana in Somalia
La missione dell'Unione africana in Somalia (in lingua inglese African Union Mission in Somalia, in acronimo AMISOM) è stata autorizzata il 19 gennaio 2007 per assicurare la sicurezza e la pace dopo la guerra in Somalia in atto dal 2006. La missione è stata approvata dalle Nazioni Unite il 20 febbraio 2007 per assicurare la protezione dei membri del congresso per la riconciliazione nazionale somalo e la messa in sicurezza delle infrastrutture chiave.
La durata del mandato è stata estesa di volta in volta, fino a quando l'AMISOM non è stato sostituito il 1º aprile 2022 dalla Missione di Transizione dell'Unione Africana in Somalia (in lingua inglese African Union Transition Mission in Somalia, in acronimo ATMIS).

## Missione
La missione fu creata dal Consiglio per la pace e la sicurezza dell'Unione Africana il 19 gennaio 2007 con un mandato di sei mesi ed autorizzata dal Consiglio di Sicurezza delle Nazioni Unite il 21 febbraio 2007, con la Risoluzione 1744. Con la Risoluzione 1772 del 20 agosto 2007, il Consiglio di Sicurezza delle Nazioni Unite incoraggia l'AMISOM a sostenere il governo federale di transizione, mettere in opera una strategia di sicurezza nazionale, formare le forze di sicurezza somale, e contribuire a creare un ambiente sicuro per la distribuzione degli aiuti umanitari.

Il mandato dell'AMISOM è stato successivamente prolungato ogni sei o dodici mesi. L'8 gennaio 2010, il Consiglio di pace e sicurezza dell'Unione Africana lo ha prorogato per un nuovo periodo di dodici mesi. Con la Risoluzione 1910 del 28 gennaio 2010, il Consiglio di Sicurezza delle Nazioni Unite ha autorizzato il mantenimento dell'AMISOM fino al 31 gennaio 2011.

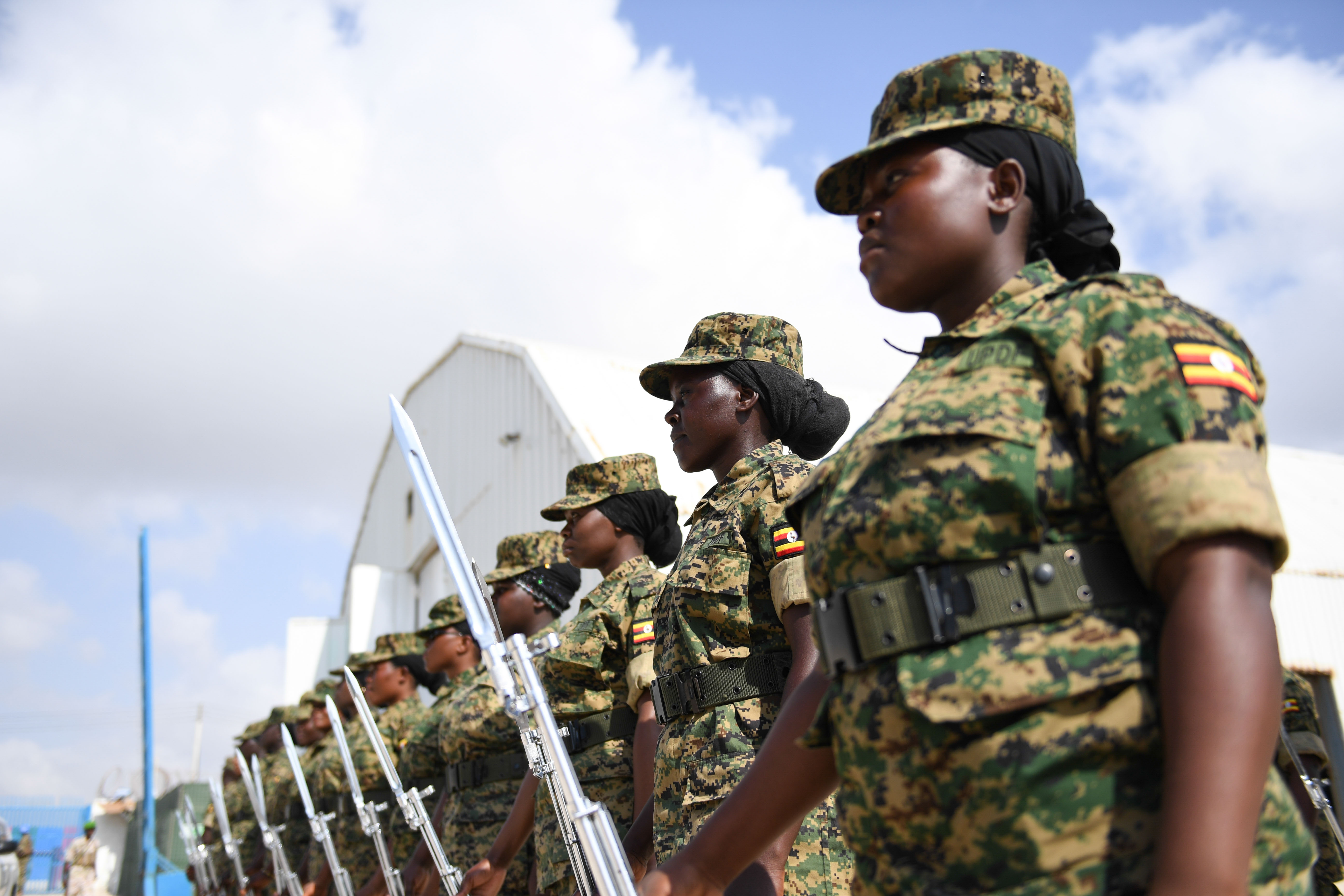
soldati dell'AMISOM alla Conferenza Peacekeepers Donne del 2012

In un incontro a porte chiuse svoltosi a Kampala il 22 luglio 2010, i ministri dell'UA avevano concordato di espandere il mandato della missione da un ruolo di peacekeeping a quello di peace-enforcement che avrebbe affrontato più direttamente la lotta contro Al-Shabaab.  La decisione venne subito dopo attacchi bomba mortali nella capitale ugandese nel luglio 2010.  Pochi giorni dopo in risposta a pressione dell'ONU l'UA concordò di non espandere il mandato ma consentì comunque bombardamenti preventivi contro Al-Shabaab e promise più truppe da altri Paesi africani. Il 23 luglio 2010, anche il Gibuti e la Guinea hanno impegnato truppe nell'AMISOM.  Inoltre il numero di effettivi è cresciuto negli anni seguenti.

## Effettivi

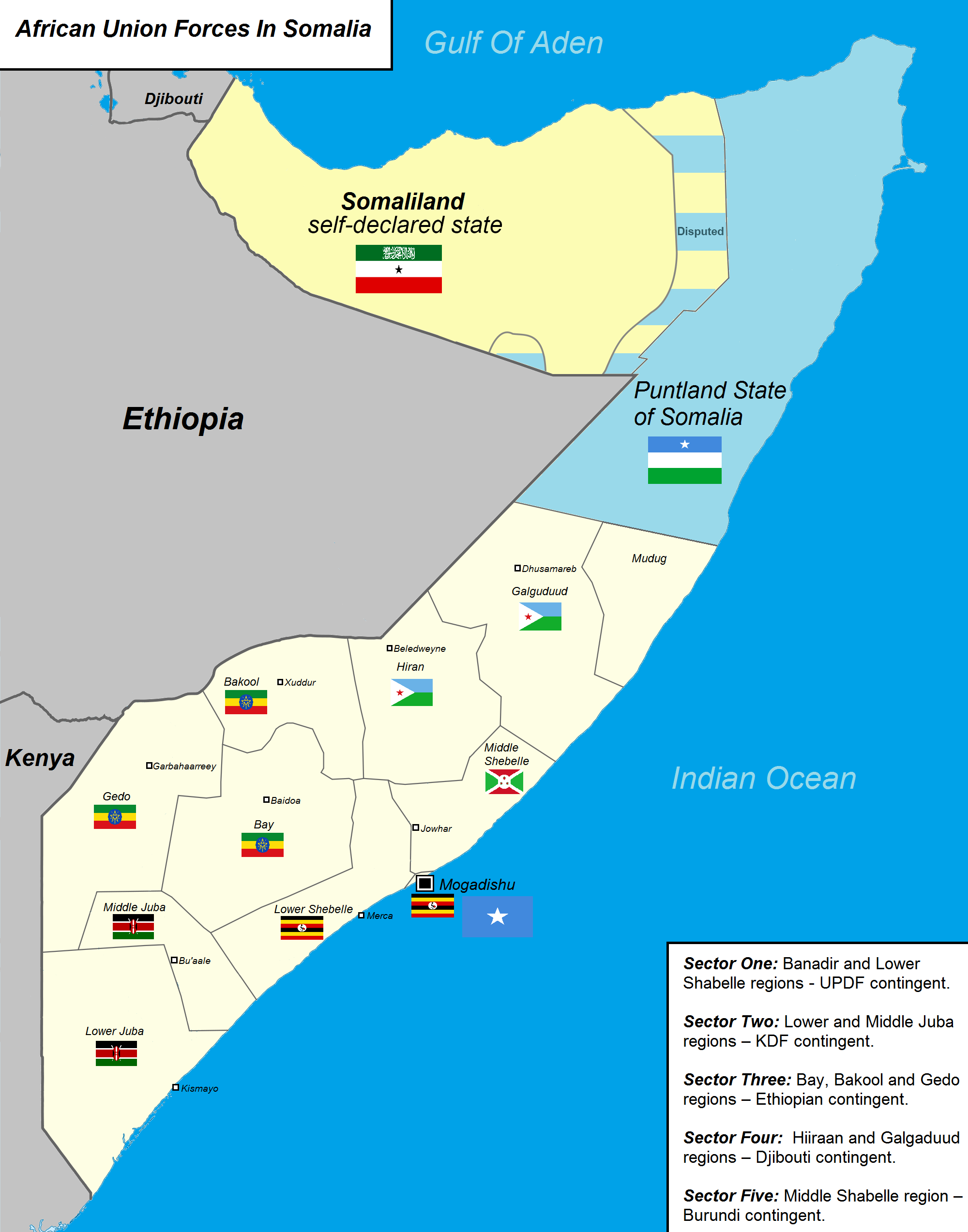
Cartina delle truppe dell'AMISON dispiegate in Somalia.

Nel 2010 la missione contava 5 250 soldati, di cui 2 550 forniti dal Burundi e 2 700 dall'Uganda.
Il 17 settembre 2010, un inviato dell'UA ha detto a Nairobi che l'ampiezza della AMISOM era cresciuta da 6 300 a 7 200 soldati dopo che un altro battaglione dall'Uganda si era unito alla forza.
A dicembre 2010, il Consiglio di Sicurezza dell'ONU con la Risoluzione 1964 del 22 dicembre 2010 appoggiò la AMISOM ad aumentare la dimensione autorizzata della missione a 12 000 truppe ed allo stesso tempo informative dicono che l'Uganda aveva promesso altri 1 800 militari e il Burundi altri 850. Nel marzo 2011 il Burundi ha inviato altri 1 000 soldati all'AMISOM, portando il numero totale di soldati burundesi dispiegati a 4 400.
I suoi effettivi sono passati a 8 375 il 25 febbraio 2011, a 9 700 nel novembre 2011, 12 000 erano attesi per il 2012 di cui 850 militari del Gibuti a fine 2011 e un contingente della Sierra Leone per l'estate 2012 e 20 000 richiesti.
Inoltre da ottobre 2011 anche il Kenya ha inviato delle forze coordinate con l'esercito somalo nell'operazione Linda nchi  contro gli Al-Shabaab nel sud della Somalia, con una missione parallela ufficialmente guidata dall'esercito somalo, con le forze keniane con un ruolo di supporto. Il 12 novembre il governo keniano concordò di sottomettere le proprie forze al comando dell'AMISOM,.
Nel febbraio 2012, il Consiglio di Sicurezza dell'ONU acconsentì nuovamente ad incrementare il numero di truppe dispiegate dell'AMISOM, da 12 000 a 17 731, dopo una serie di successi contro combattenti di al-Shabaab che avevano in precedenza posizioni nelle aree centrali e meridionali del Paese. Nello stesso mese il Comandante dell'UA Fred Mugisha suggerì che Al-Shabaab era "al suo punto di minimo" e sarebbe "implosa in un prossimo futuro" dovuto a successive sconfitte militari così come all'esodo verso la Penisola Arabica di centinaia di combattenti del gruppo. Pertanto a marzo 2012 il Kenya indicò che avrebbe mandato 5 000 soldati per unirsi alla coalizione. Analisti ritenevano che i rinforzi delle truppe dell'UA avrebbero aiutato il governo somalo ad espandere gradualmente il proprio controllo del territorio. I successi militari contro gli islamisti indussero anche gli Stati Uniti a intensificare gli sforzi per allenare ed equipaggiare le truppe AMISOM per eliminare gli insorti Al-Shabaab e limitarne l'influenza.
A inizio giugno 2012, il contingente keniano, ufficialmente di 4 631 soldati, è stato integrato nella Missione dell'Unione africana in Somalia.
Nel novembre 2013, anche l'Etiopia ha annunciato che avrebbe integrato le proprie truppe dispiegate in Somalia nella forza multinazionale AMISOM. Il Ministro degli Esteri della Somalia Fowzia Haji Yussuf approvò la decisione dichiarando che ciò avrebbe galvanizzato la campagna della AMISOM contro gli insorti. L'annuncio dell'Etiopia venne un mese dopo un fallito attacco bomba di Al-Shabaab nella capitale etiope Addis Ababa, e una settimana dopo che l'Etiopia ricevette una nuova minaccia terroristica da parte del gruppo. Secondo il portavoce del Ministero degli Affari Esteri etiope, l'ambasciatrice Dina Mufti, la decisione di unirsi all'AMISOM è volta a rendere più sicura l'operazione di peacekeeping. Analisti hanno suggerito che la mossa fosse motivata soprattutto da considerazioni finanziarie, mettendo i costi operativi nel budget della missione AMISOM. La lunga esperienza dell'Etiopia nel territorio somalo, il suo equipaggiamento, gli elicotteri, e la possibilità di un migliore coordinamento, avrebbero aiutato l'avanzata della missione. D'altra parte vi era un certo disagio per l'ingresso dell'Etiopia nell'AMISOM a causa del pesante intervento dell'Etiopia nel 2006 e vi erano timori che Al Shabaab potesse usare il risentimento dei somali verso l'Etiopia come un grido di battaglia e per attirare nuovi membri.
Nel dicembre 2013, il governo statunitense ha stabilito una cellula di coordinamento militare a Mogadiscio su richiesta dell'AMISOM e del governo somalo. L'unità consiste di una piccola squadra di meno di cinque consiglieri, inclusi pianificatori e comunicatori tra AMISOM e autorità somale. Essa deve fornire supporto di consulenza e pianificazione alle forze alleate per accrescerne la capacità e promuovere pace e sicurezza nel Paese e nella regione.
A inizio 2016, l'AMISOM contava 22 000 uomini, di cui 6 000 dell'Uganda, 5 400 del Burundi, 4 400 dell'Etiopia e 3 600 del Kenya.
Queste forze si battono contro Al-Shabaab in una guerra asimmetrica. Le perdite umane tra il 2007 ed il 2011 sono state di circa 250 soldati uccisi.
Nel luglio 2018, in occasione del rinnovo del mandato, è stato stabilito come obiettivo la riduzione del numero delle truppe a un massimo di 20 626 entro febbraio 2019.

## Accuse di stupri
Secondo l’ONG Human Rights Watch (HRW), i soldati della forza dell'Unione Africana in Somalia (AMISOM) hanno stuprato e sfruttato sessualmente donne e giovani somale nelle loro basi di Mogadiscio.
« I soldati dell'UA, attraverso intermediari somali, hanno utilizzato una varietà di tattiche, tra cui gli aiuti umanitari, per costringere delle donne e delle giovani vulnerabili a delle attività sessuali. Hanno anche violentato ed aggredito sessualmente delle donne venute a cercare un aiuto medico o dell'acqua alle basi dell’AMISOM », ha dettagliato HRW.
« I paesi che hanno inviato truppe, l'Unione Africana (UA) e i donatori che finanziano l’AMISOM dovrebbero interessarsi urgentemente di questi abusi e rinforzare le procedure in Somalia affinché sia resa giustizia  », ha osservato l’ONG di difesa dei diritti dell'Uomo in questo rapporto di 71 pagine.

## Direzione

### Comandanti
| No. | Nome                            | Nationalità | Dal              | Al               | Note                         |
| --- | ------------------------------- | ----------- | ---------------- | ---------------- | ---------------------------- |
| 1   | Maj. Gen. Levi Karuhanga        | Uganda      | 14 febbraio 2007 | 3 marzo 2008     |                              |
| 2   | Maj. Gen. Francis Okello        | Uganda      | 3 marzo 2008     | 7 luglio 2009    |                              |
| 3   | Maj. Gen. Nathan Mugisha        | Uganda      | 7 luglio 2009    | 15 giugno 2011   |                              |
| 4   | Maj. Gen. Fredrick Mugisha      | Uganda      | 15 giugno 2011   | 2 maggio 2012    |                              |
| 5   | Lt. Gen. Andrew Gutti           | Uganda      | 3 maggio 2012    | 16 dicembre 2013 |                              |
| 6   | Lt. Gen. Silas Ntigurirwa       | Burundi     | 16 dicembre 2013 | 15 dicembre 2014 |                              |
| 7   | Lt. Gen. Jonathon Kipkemoi Rono | Kenya       | dicembre 2014    | 23 dicembre 2015 |                              |
| 8   | Maj. Gen. Nakibus Lakara        | Uganda      | dicembre 2015    |                  | Facente funzioni pro tempore |
| 9   | Maj. Gen. Mohamedesha Zeyinu    | Etiopia     | marzo 2016       |                  | Facente funzioni pro tempore |
| 10  | Lt. Gen. Osman Noor Soubagleh   | Gibuti      | 18 luglio 2016   | in carica        |                              |

## Vittime e principali incidenti
Secondo il SIPRI, 1'039 soldati AMISOM sono stati uccisi in azioni tra il 1 gennaio 2009 e il 31 dicembre 2013, con altri 69 incidenti mortali nel 2014 (per AMISOM) portando il totale a 1'108 morti dal 2009 al 2014.

### Marzo 2007–Febbraio 2011
I registri della struttura medica AMISOM indicavano che 110 soldati ugandesi e 95 burundesi sono morti tra marzo 2007 e febbraio 2011 in Somalia. Altri 798 soldati AMISOM sono stati feriti. Alcuni degli incidenti più mortali sono stati:
- 22.2.2009 : 11 soldati burundesi furono uccisi e 15 feriti in un doppio attacco suicida nella loro base di Mogadiscio
- 23–29.7.2009 : un'epidemia di leptospirosi ha colpiti i campi militari burundesi e ugandesi a Mogadiscio uccidendo tre soldati burundesi e due ugandesi. Altri 18 soldati burundesi furono messi in quarantena. Circa 50 soldati burundesi e 17 ugandesi furono evacuati per un trattamento medico a Nairobi in Kenya.[42][43]
- 17.9.2009 : 17 soldati sono stati uccidi e 29 feriti in un attacco suicida da ribelli islamisti nel quartier generale della forza dell'UA a Mogadiscio. Inoltre almeno 4 civili furono uccisi e più di 10 feriti. Dei soldati uccisi 12 erano burundesi e 5 ugandesi. Tra i morti ci fu anche il vice comandante AMISOM Maj. Gen. Juvenal Niyonguruza, del Burundi. Inoltre uno dei feriti fu il comandante AMISOM Gen. Nathan Mugisha, dell'Uganda.[44]
- 23.2.2011–4.3.2011 : tra 53 e 82 soldati dell'UA furono uccisi in scontri con miliziani di al-Shabaab durante un'offensiva a Mogadiscio, altri 190 soldati AMISOM furono feriti[45][46] Inoltre un soldato burundese fu catturato vivo dai miliziani.[47]

Queste furono all'epoca le perdite più ingenti dall'inizio della missione AMISOM. Dei soldati uccisi 43 furono confermati come burundesi e 10 come ugandesi. Inoltre 110 dei feriti furono bugandesi. Oltre ai 43 uccisi in azione, altri 4 soldati burundesi furono dichiarati dispersi in azione.

### Marzo-dicembre 2011
- 5.3.2011 : un soldato burundese fu ferito durante l'esplosione controllata di un'autobomba di miliziani di al-Shabaab.[49] Le forze AMISOM riconquistarono la città controllata dai ribelli di Bulo Hawo con l'aiuto delle forze fedeli al Governo Somalo.[50]
- 17.3.2011 : sei soldati dell'UA furono uccisi in pesanti scontri tra truppe del Governo somalo sostenute dall'AMISOM a Mogadiscio e miliziani di al-Shabaab.[51]
- 12.5.2011-11.6.2011 : dodici soldati dell'UA furono uccisi, di cui 7 ugandesi, e più di 13 feriti durante l'offensiva del mercato Bakaara a Mogadiscio.
- 29.7.2011 : quattro soldati ugandesi furono uccisi e cinque feriti durante scontri a Mogadiscio. Inoltre un carro armato dell'AMISOM fu distrutto.[52][53][54]
- 1.8.2011 : almeno due soldati dell'AMISOM furono uccisi ed altri feriti in un attacco suicida ad una base AMISOM a Mogadiscio.[55]
- 10.10.2011 : un soldato AMISOM fu ucciso e sei feriti in un'operazione a NE di Mogadiscio. L'ex fabbrica di pasta Ex Control Bal’ad passa nelle mani del Governo.[56]
- 20.10.2011 – almeno 70 soldati burundesi furono uccisi e i loro corpi filmati e fatti sfilare da Al-Shabaab dopo la battaglia di Deynile, Mogadiscio.[57][58] Un numero ignoto di soldati rimase ferito. Inoltre un veicolo corazzato dell'UA fu distrutto nel combattimento.[59][60]
- 23.10.2011 : due soldati dell'UA furono feriti quando un attentatore suicida si fece saltare in aria vicino a un convoglio di peacekeepers dell'UA a Mogadiscio.[61]
- 29.10.2011 : miliziani di Al-Shabaab hanno attaccato una squadra AMISOM ferendo due soldati dell'UA nella capitale somala Mogadiscio.[62]
- 25.12.2011 - un soldato burundese fu ferito da un ordigno esplosivo improvvisato ed altri due furono feriti a Mogadiscio.[63]

### 2012
- 14.1.2012 : un soldato ugandese fu ucciso da un soldato somalo a Mogadiscio. Le ragioni dell'atto sono ignote.[64]
- 20.1.2012 - due soldati dell'UA sono stati feriti nel corso di un'offensiva militare per consolidare la sicurezza a Mogadiscio.[65]
- 2.3.2012 : due soldati ugandesi furono feriti durante la cattura della città di Masla.[66]
- 29.3.2012 : quattro soldati burundesi furono feriti in una battaglia nel quartiere Daynile di Mogadiscio.[67]
- 31.8.2012 : cinque soldati keniani risultarono dispersi dopo la cattura di Miido. Fu eseguita un'operazione di ricerca e salvataggio. Altri tre soldati furono feriti.[68] Tre dei soldati furono trovati vivi due giorni dopom ma la sorte degli altri due soldati rimase ignota.[69] Pochi giorni dopo i loro corpi furono mostrati in un video postato dagli insorti.[70]
- 19.9.2012 : due soldati AMISOM furono feriti durante la cattura della città di Janaa Cabdalla a 50 km ad ovest della città portuale di Kisimayo nella regione del Basso Giuba.[71]
- 24.10.2012 : quattro soldati ugandesi furono uccisi da una bomba nell'avanzata verso Baidoa.[72]
- 29.10.2012 : tre o quattro soldati ugandesi furono uccisi e sette feriti in un attacco da due attentatori suicidi ad una base AMISOM a Mogadiscio.[73]
- 19.11.2012 : almeno due soldati keniani facenti parte della forza di peacekeeping dell'Unione Africana (UA) in Somalia furono uccisi nella base di Garissa, base per le forze di sicurezza in Kenya che combattono gli insorti della vicina Somalia (dichiarazione del portavoce dell'esercito del Kenya).[74]

### 2014
- 11.3.2014 : almeno due peacekeepers ANISOM furono feriti mentre le truppe AMISOM e quelle somali avanzavano in aree vicino alle città costiere di Barawe e Qoryoley.[75]
- 18.3.2014 : almeno tre soldati del Gibuti furono uccisi in un attacco a un Hotel della città di Bulo-burde.[76]
- 5.4.2014 : durante un'incursione congiunta AMISOM-somala per liberare la città di Wabxo, combattenti di Al Shabaab hanno dichiarato di aver ucciso soldati etiopi dell'AMISOM ed hanno postato le foto sui social media mostrando combattenti posare sopra due corpi non identificati in uniforme con patch dell'AMISOM, scrittura etiope, elmetti e varie armi.[77]
- 24.5.2014 : tre peacekeepers ugandesi sono morti in un attacco condotto da militanti tredicenni di Al Shabaab al Parlamento somalo accanto a quattro soldati somali ed un ufficiale di polizia. Inoltre, quattro ugandesi furono feriti ma in stabili condizioni. L'attacco è cominciato con un'autobomba guidata nell'ingresso dell'edificio del Parlamento ed è terminato con 11 degli attaccanti uccisi mentre gli altri due hanno fatto detonare bombe suicide.[78]
- 26.5.2014: due soldati keniani in un convoglio di rifornimenti furono uccisi in un'imboscata da sospetti militanti di Al Shabaab vicino alla città di Lamu in un'area adiacente alla regione di Ras Chiambone. Ufficiali keniani confermarono che altri soldati keniani furono feriti mentre un militante è stato ucciso. Essi affermarono anche di essere alla ricerca degli attaccanti, fuggiti dopo l'imboscata.[79]
- 13.6.2014: una bomba esplosa sul ciglio della strada vicino alla città di Bulo Burde ha ferito sei soldati AMISOM e somali. Almeno tre delle vittime erano del contingente del Gibuti, e sono state trasportate in aereo a Mogadiscio per cure mediche dopo l'attacco.[80]
- 26.6.2014: miliziani di Al-Shabaab lanciarono un attacco alla città di Bulo-burde, che è stata assediata dai miliziani e tagliata fuori dall'accesso stradale fino a diventare sotto controllo governativo a marzo. Testimoni affermano che l'attacco è durato trenta minuti ed è iniziato quando i miliziani assaltarono una base militare situata in un complesso alberghiero prima di essere respinti dalla forza combinata di esercito somalo (SNA) e AMISOM. Al-Shabaab ha rivendicato l'attacco e ha dichiarato di aver ucciso sei soldati, mentre il comandante dell'UA, Ibrahim Ali, ha dichiarato che due peacekeepers del Gibuti, un civile e due miliziani sono stati uccisi.[81]
- 16.8.2014: L'AMISOM, accompagnata dalle forze del Governo federale della Somalia, ha lanciato l'Operazione Oceano Indiano  contro le enclave in mano ad Al-Shabaab nella campagna.[82]
- 25.8.2014: le truppe etiopi dell'AMISOM assistite dalle forze del governo somalo hanno catturato Tiyeglow da Al-Shabaab, come parte dell'Operazione Oceano Indiano. Situata circa 530 km NE di Mogadiscio lungo la strada principale che collega Beledweyne e Baidoa, Tiyeglow è servita in precedenza come base per il gruppo insorgente. Testimoni indicano che i combattenti di Al-Shabaab fighters non hanno opposto resistenza durante il raid, scappando verso le aree boschive adiacenti. Tuttavia, al-Shabaab ha installato dispositivi esplosivi lungo la strada prima di scappare. Secondo l'AMISOM, il successo dell'operazione militare priva il gruppo insorgente di elevate tasse che in precedenza estorceva ai veicoli che viaggiavano lungo la strada principale della città. Inoltre l'assedio ha dato al Governo somlao il pieno controllo della provincia di Bakool.[83]
- 9.9.2014: Human Rights Watch ha pubblicato un report accusando alcuni soldati dei contingenti ugandesi e burundesi dell'AMISOM di abusi sessuali in due delle basi della missione a Mogadiscio.[84] L'Unione Africana ha rilasciato una dichiarazione officiale negando le accuse, che ha definito come casi isolati che riguardavano per lo più un singolo soldato disonesto. Si è inoltre impegnata a investigare le accuse, e ha indicato che un numero di meccanismi interni era stato istituito per prevenire, mitigare e disciplinare ogni trasgressione.[85]
- 6.9.2014: le forze del governo somalo assistite da truppe etiopi hanno preso El Garas nella provincia Galguduud ad Al-Shabaab. Secondo il portavoce militare somalo Mohamed Kariye Roble, il villaggio era una base principale per il gruppo insorgente, utilizzata sia come punto di partenza da cui avrebbe lanciato attacchi che come area di deposito di rifornimenti.[86]
- 12.9.2014: forze ugandesi e keniane dell'AMISOM hanno condotto operazioni di sicurezza a Lagta Berta nel Basso Giuba, dove Al-Shabaab aveva stabilito due basi dopo aver lasciato Barawe. Il gruppo armato ha subito molte perdite mortali durante il raid, tra cui alcuni insorti stranieri, e un numero notevole di combattenti feriti. L'attacco ha distrutto la struttura di nascondigli di Al-Shabaab.[87]
- 13.9.2014: le forze del governo somalo e le truppe dell'AMISOM hanno catturato i villaggi di Aboreey, Moqokori, Yasooman e Muuse-geel nella provincia di Bulobarte da Al-Shabaab. I miliziani non hanno opposto resistenza.[88] Inoltre le forze del governo somalo e le truppe AMISOM hanno preso ad Al-Shabaab i villaggi Abooto-barrey, Ceel-Sheel, Carraale e Kaawada nel distretto El Bur della provincia Galguduud district.[88]
- 18.12.2014: Il contingente della Sierra Leone (850 soldati) ha lasciato l'AMISOM e non è stato sostituito. La principale ragione della partenza è lo scoppio di un'epidemia di Ebola nella loro patria. Durante il loro soggiorno in Somalia, le truppe della Sierra Leone hanno subito un morto e sei feriti. Essi erano basati a Kisimayo.[89] A seguito di ciò, l'Etiopia si è offerta di rimpiazzare il contingente della Sierra Leone con rinforzi etiopi.[90]
- 26.12.2014: otto miliziani di Al-Shabaab vestiti in uniformi somale hanno lanciato un attacco ad una base AMISOM vicino all'Aeroporto Internazionale di Mogadiscio, che è anche sede di un ufficio delle Nazioni Unite e di molte ambasciate. Tutti i miliziani, oltre a cinque peacekeepers dell'AMISOM ed un appaltatore straniero sono stati uccisi.[91]

### 2015
- 21.3.2015: le forze dell'Esercito Nazionale Somalo e le truppe dell'AMISOM hanno lanciato un'operazione di pulizia nel distretto Bulo Burde per eliminare un posto di blocco di Al-Shabaab nell'area. L'operazione è iniziata a Baladweyne, con la rimozione dei miliziani, da parte delle forze congiunte, dai loro insediamenti su entrambi i lati della strada principale diretta verso il centro del distretto. Tra le vittime vi sono circa 5 soldati dell'Esercito Nazionale Somalo (SNA) ed un soldato dell'AMISOM. Ufficiali locali non hanno lasciato una dichiarazione riguardo all'arrivo atteso a Bulo Burde.[92]
- 19.4.2015: insorti di Al-Shabaab hanno attaccato truppe keniane dell'AMISOM nell'area meridionale di Delbio in Somalia. Gli insorti avrebbero sparato ad un veicolo di soldati keniani, con conseguente scontro a fuoco. Le perdite dell'AMISOM assommano a tre soldati morti. Ufficiali hanno indicato inoltre che 8 soldati feriti dell'AMISOM sono stati trasportati a Nairobi per cure mediche. I militanti si sarebbero ritirati nella foresta.[93] Al-Shabaab ha anche attacchato truppe dell'AMISOM insediate tra Lego e Balidogle. Secondo il Colonnello dell'AMISOM Paul Njuguna, 3 soldati sono stati uccisi nel seguente scontro. Egli ha aggiunto che l'Esercito Nazionale Somalo e l'AMISOM stanno impegnandosi per liberare le restanti aree sotto il controllo degli insorti, con Al-Shabaab in uno stato molto più debole di quanto fosse solo due anni prima.[94]
- 26.6.2015: almeno 50 soldati burundesi (con possibile incremento di più di 70) sarebbero stati uccisi in un attacco nella loro base da Al-Shabab. L'attacco si è verificato a Lego, non lontano dalla capitale Mogadiscio. Dichiaratamente AMISOM stava preparando un'offensiva nella regione mentre Al-Shabab stava facendo arrivare rinforzi per contrastarla.[95]
- 1.9.2015: tra 20 e 50 peacekeepers dell'AMISOM sono stati uccisi, dopo che la base di Genale, a 90 km SE della capitale, è stata invasa da miliziani di Al-Shabab.[96] Dopo aver bombardato un ponte per eliminare porenziale via di fuga e aver violato il cancello con un'autobomba, i miliziani di Al-Shabab sono stati in grado di entrare e prendere il controllo della base.[97] I peacekeepers dell'AMISOM si sarebbero ritirati. Dopo aver saccheggiato la base delle sue armi, i miliziani si ritirarono e le truppe dell'AMISOM troops avrebbero ripreso l'area. Secondo alcune indicazioni, alcuni soldati sarebbero stati fatti prigionieri durante l'assalto.[98]

### 2016
- 15.1.2016 : una base keniana a El Adde, presidiata da un distaccamento del IX Battaglione Fucilieri del Kenya, è stata invasa da al-Shebaab. Molti soldati sono stati fatti prigionieri, incluso Private Leonard Maingi che fu in seguito ucciso dal gruppo terroristico ad agosto 2017. Le segnalazioni di vittime tra il distaccamento dell'esercito keniano (KDF) erano confuse, ma una segnalazione posteriore ha indicato circa 150 soldati keniani uccisi nell'attacco, con alcuni dei loro corpi trascinati pubblicamente lungo le strade delle città vicine dai terroristi.[99][100][101]
- 19.3.2016 : due soldati keniani sono stati uccisi ed altri 5 feriti quando il loro convoglio è stato vittima di un'imboscata da terroristi nel Basso Giuba. Durante lo scontro 21 combattenti al-Shebaab sarebbero stati uccisi.[102]
- 1.6.2016 : al-Shabaab ha perso molti dei suoi capi in bombardamenti aerei statunitensi nel maggio 2016.[103][104]
- 9.6.2016 : combattenti di al-Shabaab hanno attaccato una base dell'AMISOM nel giugno 2016.[105]
- 10.11.2016 : il tenente Dedan Karithi Karuti (26), del XVII Battaglione Fucilieri del Kenya, è stato ucciso quando il veicolo in cui viaggiava è stato colpito da un ordigno esplosivo improvvisato sulla strada da Warei a Elwak.[106]

### 2017
- a gennaio al-Shebaab ha rilasciato un video che mostra l'assassinio di un soldato ugandese, Private M. Y. Masasa, che era stato catturato nel settembre 2015 quando la base AMISOM di Genale fu invasa da al-Shebaab.[107][108]
- 2.1.2017 : due autobombe suicide hanno bersagliato un posto di blocco di sicurezza vicino all'aeroporto e ad un albergo.[109]
- 4.1.2017 : tre soldati dell'ONU sono stati feriti da un'esplosione vicino al loro quartier generale di Mogadiscio.[109]
- 24.1.2017 : un attacco a un albergo di Mogadiscio ha causato la morte di 28 persone.
- 25.1.2017 : almeno 25 persone sono state uccise in un assalto suicida di al-Shebaab al palazzo del Parlamento somalo. Due autobombe suicide sono state usate nell'assalto.[109]
- 27.1.2017 : una base keniana vicino alla città di Kulbiyow nella regione del Basso Giuba è stata attaccata da al-Shebaab.  Secondo alcune fonti la base, presidiata da membri del XV Battaglione Fucilieri del Kenia, è stata invasa e fino a 50 keniani uccisi. Fonti keniane indicano che la base è stata difesa con successo e il proprio bilancio di nove vittime.[110][111][112]
- 2.2.2017 : un civile è stato ferito quando un'autobomba è esplosa vicino alla sua casa.[109]
- 19.2.2017 : un'autobomba è detonata a un mercato di Mogadiscio, uccidendo almeno 30 persone.[109]
- 27.2.2017 : numerosi soldati dell'Esercito Nazionale Somalo (SNA) sono stati feriti da un'autobomba.[109]
- 28.2.2017 : un ufficiale del governo somalo è stato assassinato quando un ordigno esplosivo improvvisato posto sotto il sedile del guidatore della sua auto è esploso[109]
- 2.3.2017 : è stato annunciato che almeno 57 combattenti di al-Shebaab sono stati uccisi in un accatto dalla Forza di Difesa Keniana. Il portavoce della KDF avrebbe detto: 'i soldati della KDF che operano nella missione AMISOM hanno affrontato i miliziani di al-Shebaab in una località a 31 km NO di Afmadow, vicino al centro di Subow usando fuoco di artiglieria e supportati da elicotteri da combattimento'.[113]
- 12.3.2017 : un giornalista somalo è sopravvissuto a un tentativo di assassinio dopo che un ordigno esplosivo improvvisato nella sua auto è esploso.[109]
- 13.3.2017 : una base militare somala a Mogadiscio è stata bersagliata da un'autobomba, uccidendo 3 persone e ferendone cinque.[109]
- 13.3.2017: un albergo popolare è stato colpito, lasciando 6 morti.[109]
- 21.3.2017: dieci persone sono state uccise ed altre 12 ferite quando un'autobomba è esplosa presso un posto di blocco di sicurezza.[109]
- 24.3.2017 : un'autobomba ha colpito un popolare caffè ed albergo vicino al palazzo presidenziale.[109]
- 27.3.2017 : è stato annunciato che 31 combattenti di al-Shebaab sono stati uccisi durante raid delle Forze di Difesa del Kenia su due basi nemiche.[114]
- 5.4.2017 : otto persone sono state uccise fuori dal Ministero della Giovinezza e lo Sport da un'autobomba.[109]
- 9.4.2017 : un attentatore suicida in un veicolo ha preso di mira senza successo il nuovo comandante dell'Esercito Nazionale Somalo, il Generale Mohamed Ahmed Jimale, quando il suo convoglio ha lasciato una base militare a Mogadiscio.[115] Quindici soldati del SNA sono stati uccisi, compresi molti ufficiali di alto rango, ed altri 20 sono stati feriti nell'attacco.[109]
- 10.4.2017 : fonti keniane hanno annunciato che 15 combattenti di al-Shebaab sono stati uccisi quando il loro accampamento a 4 km ad ovest di Catamaa, e circa 104 km da El Wak, è stato bombardato ed assaltato.[116]
- 19.4.2017 : un soldato del Gibuti è stato ucciso da un membro dell'Esercito Nazionale Somalo a seguito di una lite nella città di Bula-burte nella regione di Hiiraan.[117]
- 7.5.2017 : un ufficiale dell'intelligence somala è sopravvissuto a un tentativo di assassinio dopo che un ordigno esplosivo improvvisato nella sua auto è esploso nella via Maka al Mukarama di Mogadiscio.[109]
- 8.5.2017 : un caffè in via Maka al Mukarama a Mogadiscio è stato preso di mira da un'autbomba, uccidendo 5 persone e lasciandone altre 10 ferite .[109]
- 15.5.2017 : la polizia ha intercettato e distrutto un'autobomba che avrebbe preso di mira il Teatro Nazionale.
- 17.5.2017 : un'autobomba è stata intercettata, ma in seguito è accidentalmente esplosa uccidendo tre persone e ferendone altre due.[109]
- 24.5.2017 : otto persone sono state uccise ed altre 15 ferite per un'autobomba contro un posto di blocco della polizia.[109]
- 14.6.2017 : undici persone sono state uccise in un attacco suicida di al- Shebaab con autobomba ad un ristorante ed albergo di Mogadiscio.[109]
- 20.6.2017: sei persone sono state uccise quando un'autobomba è esplosa vicino a un ufficio dell'amministrazione locale nel distretto Wadajir di Mogadiscio.[109]
- 22.6.2017 : una stazione di polizia a via Maka al Mukarama in Mogadiscio è stata colpita da un'autobomba.[109]
- 19.7.2017 : un'autobomba è esplosa fuori dal Ministero della Giovinezza e dello Sport ferendo un ufficiale dell'intelligence somala.[109]
- 30.7.2017 : cinque soldati sono stati uccisi da un'autobomba vicino a un posto di blocco di sicurezza in via Maka al Mukarama.[109]
- 30.7.2017 : un convoglio congiunto somalo/ugandese è stato preda di imboscata a Goryowein nella regione del Basso Scebeli, circa 140 km SW di Mogadiscio, mentre pattugliavano la via Mogadiscio–Barawe, una strada principale di rifornimento per le basi successive.  Segnalazioni di vittime incerte, ma l'Uganda ha ammesso di aver perso 12 soldati con altri 7 feriti nell'attacco.[118]
- 31.7.2017 : un ufficiale dell'intelligence somalo è stato colpito da un ordigno esplosivo artigianale attaccato alla sua auto. L'ufficiale e due civili sono stati feriti.[109]
- 5.8.2017 : al-Shebaab ha rilasciato un video che mostra l'assassinio di un soldato keniano, Leonard Maingi, che era stato catturato nel gennaio 2016 quando la base keniana di El Adde era stata invasa da al-Shebaab.[119]
- 4.8.2017 : quattro persone sono state uccise ed altre sei ferite in un attacco con autobomba contro l'Hotel Ambassador in via Maka al Mukarama.[109]
- 10.8.2017 : un attentatore suicida è stato fermato a un posto di blocco di sicurezza a via Maka al Mukarama. L'attentatore è scappato ma la bomba in seguito è esplosa, uccidendo un civile e ferendone altri tre.[109]
- 14.8.2017 : un ordigno esplosivo artigianale piazzato sotto un taxi ha ucciso almeno una persona vicino all'Hotel Jazeera Palace.[109]
- 27.8.2017 : un'autobomba è esplosa ferendo due persone a via Maka al Mukarama.[109]
- 11.9.2017 : un'autobomba ha ucciso una persona e ne ha ferite altre quattro vicino a un caffè ed albergo a via Maka al Mukarama .[109]
- 20.9.2017 : un ufficiale dell'intelligence somala è stato assassinato con una bomba nella sua auto esplosa a Mogadiscio.[109]
- 24.9.2017 : il generale somalo Abdullahi Mohamed Sheikh Qururuh e la sua guardia del corpo sono stati assassinati da uomini armati a Mogadiscio.[120]
- 28.9.2017 : un'autobomba fuori da un ristorante ha ucciso sette persone.[109]
- 29.9.2017 : fornti somale riportano 30 persone uccise (12 soldati e 18 insorti), in un attacco di al-Shebaab contro una base dell'Esercito Nazionale Somalo a Barire, 47 km SW di Mogadiscio. Fonti di al-Shebaab indicano 30 soldati del governo uccisi ed 11 veicoli presi.[121]
- 14.10.2017 : un grande ordigno esplosivo su un veicolo è esploso in un incrocio trafficato di Mogadiscio, uccidendo almeno 300 persone. Sebbene al-Shebaab non abbia rivendicato l'attacco, è convinzione diffusa che sia stata opera di questo gruppo terroristico.[109]
- 25.10.2017 : un soldato ugandese e due civili sarebbero stati uccisi da insorti di al-Shebaab in un'imboscata alla periferia di Mogadiscio che ha lasciato anche quattro terroristi morti.[122]
- 28.10.2017 : cinque terroristi di al-Shebaab hanno esploso un'autobomba fuori da un albergo di Mogadiscio, prima di assaltare il palazzo e uccidere civili. Fino a 32 persone sono state uccise, insieme a due dei terroristi, prima che le forze di sicurezza somale potessero porre fine all'attacco. Tre terroristi superstiti sono stati catturati.[123] Una seconda autobomba suicida è esplosa vicino alla precedente sede del Parlamento.[109]

### 2018
- 23.2.2018 : una coppia di esplosioni con autobombaa Mogadiscio ha ucciso almeno 38 persone. La prima ha colpito il palazzo presidenziale, Villa Somalia, mentre la seconda bomba avrebbe colpito un albergo.[124]
- 23.2.2018 : soldati ugandesi hanno sparato a tre membri dell'Esercito Nazionale Somalo (SNA) a Mogadiscio dopo che i somali avrebbero sparato su un convoglio di veicoli ugandes.[125]
- 1.3.2018 : due soldati sono stati uccisi ed altre cinque persone ferite in un attacco suicida con autobomba di al-Shebab su un posto di blocco 15 km fuori Mogadiscio.[126]
- 2.3.2018 : cinque soldati burundesi sarebbero stati uccisi in un'imboscata di al-Shebab su un convoglio militare vicino a Balad, 30 km a nord di Mogadiscio. Lo stesso giorno un attacco bomba suicida su una base dell'Esercito Nazionale Somalo a Afgoye ed un successivo attacco con un ordigno artigianale hanno causato la morte di cinque membri dello SNA oltre all'attentatore suicida.[126]
- 2.4.2018: al-Shebab ha lanciato attacchi coordinati su tre basi ugandesi a Qoryoley, Buulo Mareer e Golweyn. Le segnalazioni iniziali indicavano le vittime come 36 membri di al-Shebab uccisi con quattro soldati ugandesi uccisi e sei feriti.[127] Notizie successive dall'Uganda hanno dato numeri discordanti sulle loro vittime ma sembrerebbe 6 ugandesi morti.
- 11.4.2018: le forze statunitensi hanno distrutto un ordigno esplosivo artigianale su veicolo (VBIED) di al Shabab nelle vicinanze di Jana Cabdalle, circa 50 km NW di Kisimayo. Questo sarebbe stato il dodicesimo bombardamento aereo da parte delle forze americane in Somalia nel 2018.[128]
- 12.4.2018: al-Shebab ha fatto esplodere una bomba in uno stadio di calcio a Baraawe, uccidendo almeno 5 persone.[128]
- 24.4.2018: una base burundese nell'area di Arba'ow vicino a Elasha Biyahawas nella periferia di Mogadiscio sarebbe stata attaccata da insorti.[129]
- 25.4.2018 : un convoglio delle Forze di Difesa dell'Uganda (UPDF) nell'area di El-Waregow, fuori dalla città portuale di Merca sarebbe stata bersagliata con un ordigno esplosivo artigianale (IED) stradale che è stato seguito da un attacco degli insorti.[130]
- 9.5.2018: una bomba stradale nella città di Wanlaweyn, circa 90 km NW di Mogadiscio, ha ucciso almeno 5 persone quando è esplosa.[131]  Altre segnalazioni attribuiscono l'esplosione a un attentatore suicida che aveva di mira un mercato khat, secondo le quali undici civili sarebbero stati uccisi,[132] o 10 uccisi e 15 feriti.[133]
- 10.5.2018: una seconda esplosione a Wanlaweyn ha ucciso sette soldati somali e ferito altri due quando una bomba stradale ha colpito il veicolo su cui stavano viaggiando.[131]  La lista delle vittime indica dieci soldati uccisi.[132]
- 12.5.2018: combattimenti nel villaggio di Halfoley, vicino alla città di Jalalaqsi nella regione di Hiran, tra soldati somali e abitanti dei villaggi contro esattori delle tasse di al-Shebabha lasciato 13 insorti morti.[133]
- 12.5.2018: una bomba in un mercato nel distretto di Bulomarer ha ucciso quattro civili e ne ha feriti cinque.[133]
- 31.5.2018: un bombardamento statunitense 50 km a SW di Mogadiscio avrebbe ucciso 12 insorti di al-Shebab.  Questo sarebbe stato il quindicesimo bombardamento aereo statunitense in Somalia nel 2018.[134]
- 2.6.2018: le forze statunitensi hanno condotto il loro sedicesimo bombardamento in Somalia del 2018. 27 'terroristi' sarebbero stati uccisi nel bombardamento vicino alla città di Bosaso, nel Puntland.[135][136] Tuttavia il vero successo di questo ed altri bombardamenti statunitensi aerei o con droni in Somalia resta necessariamente dubbio, in quanto non ci sarebbero state azioni supplementari sul terreno e pertanto nessun corpo nemico recuperato, né personale nemico individualmente identificato, nessun prigioniero catturato, né alcun documento, arma o equipaggiamento recuperati.
- 8.6.2018: segnalati combattimenti tra forze dell'Esercito Nazionale Somalo ed al-Shebab quando gli insorti hanno attaccato la città di El Wak in cui si credeva ci sarebbe stata una continuazione di attacchi intensificati dopo Ramadan.[137]
- 8.6.2018: un soldato somalo è stato assassinato in un mercato a Afgoye.[138]
- 8-9.6.2018: attacchi di al-Shebab su una base congiunta somala-keniana-statunitense a 2 km a nord della città di Sanguni ha portato alla morte di un soldato delle Forze Speciali USA e di due soldati somali, con altri quattro soldati americani feriti.  La base sarebbe stata in seguito abbandonata.[139][140]
- 11.6.2018: almeno cinque soldati somali sono stati uccisi ed altri tre feriti in un attacco degli insorti vicino a Teed, 30 km a nord di Huddur nella regione di Bakool.[141]
- 1.7.2018: un bombardamento di mortai apparentemente diretto ad una base dell'AMISOM nella periferia di Halane, Mogadiscio, ha ucciso cinque persone e ne ha ferite altre dieci.[142]
- 7.7.2018: due bombardamenti suicidi seguiti da un tentativo di assaltare il Ministero dell'Interno della Somalia a Mogdiscio ha fatto almeno 10 morti ed 20 feriti.[143]
- 13-14.7.2018:  al-Shebab ha attaccato la residenza del Commissario di Polizia a Baidoa, uccidendo tre soldati e ferendone quattro.[144]
- 14.7.2018: due autobombe sono state fatte esplodere a Mogadiscio colpendo la struttura del palazzo presidenziale.[143]